# Impen i Lincoln

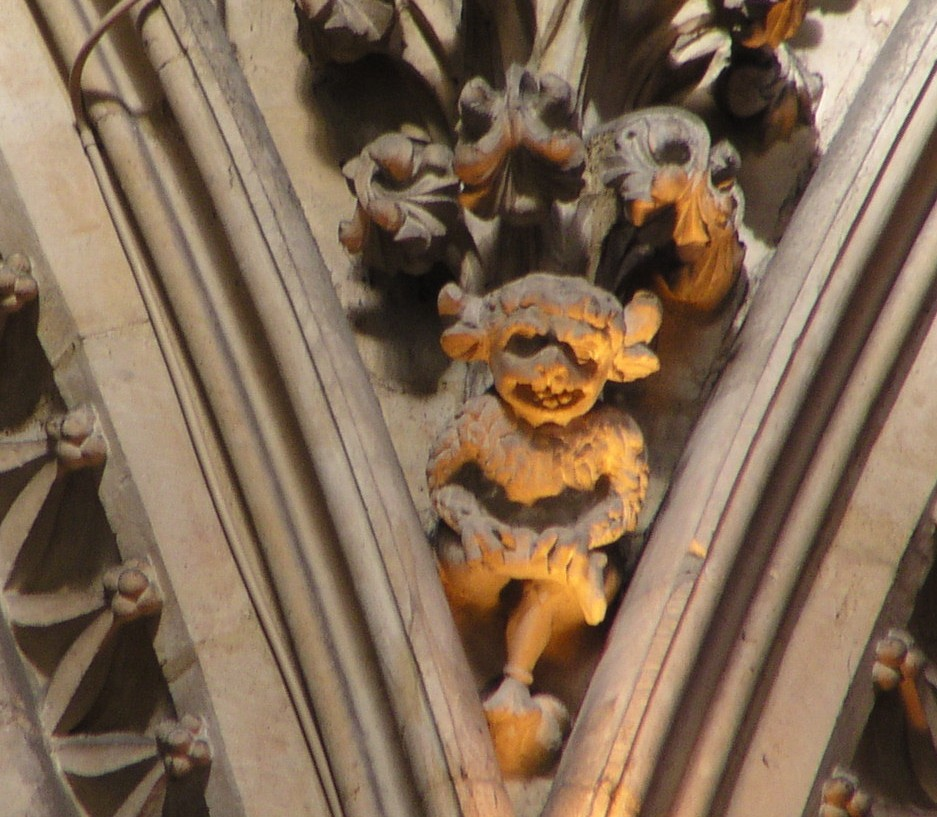
Impen i Lincoln.

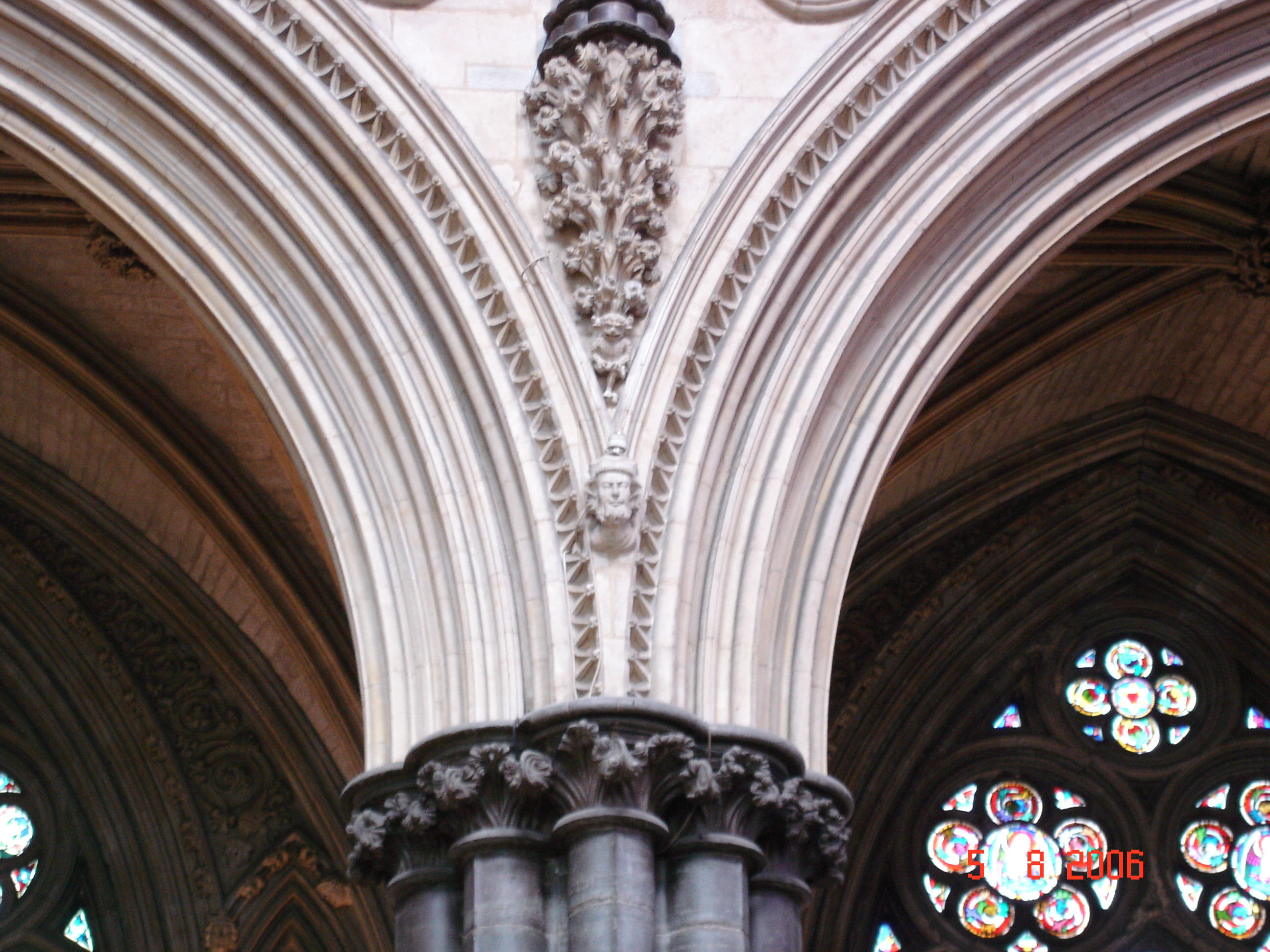
Impen i Lincoln är placerad i botten av det övre v:et.

Impen i Lincoln är en staty i katedralen i Lincoln. Impen har blivit en symbol för staden Lincoln och används även av stadens fotbollslag Lincoln City. Enligt legenden ska figuren ha varit utsänd av Satan, och blivit förvandlad till sten av en ängel.

## Legenden
Det finns flera legender kring impen. Enligt en legend från 1300-talet ska djävulen ha framkallat ett par impar som löpte amok i norra England. Imparna ska först ha varit i Chesterfield och sedan fortsatt till Lincoln. De två figurerna ska enligt legenden vält dekanen, förstört ljus och fönster. En ängel ska då ha uppstått från Bibeln och befallt imparna att sluta. En av imparna gömde sig under katedralen, medan den andra kastade sten på ängeln. Ängeln förvandlade då varelsen till sten.